# Championnat d'Europe féminin de rink hockey 2009
Navigation
Championnat d'Europe féminin 2007 Championnat d'Europe féminin 2011
Le championnat d'Europe de rink hockey féminin 2009 s'est déroulé du 27 au 31 octobre 2009 à Saint-Omer en France. Dans ce championnat évolue les équipes nationales féminines de rink hockey de 6 nations européennes.

## Participants
Six équipes prennent part à la compétition :
- Allemagne
- Angleterre
- Espagne
- France
- Portugal
- Suisse

## Format
La compétition se dispute selon la formule d'un championnat. Chaque équipe rencontre une fois tous ses adversaires. Toutes les rencontres ont lieu dans la Salle des Sports du Brockus dans la ville de Saint-Omer.

## Résultats et classement
L'Espagne remporte pour la deuxième fois le Championnat d'Europe de rink hockey féminin.
| Rang | Équipe     | Pts | J | G | N | P | Bp | Bc | Diff |  | Résultats  |  |     |     |     |     |      |
| ---- | ---------- | --- | - | - | - | - | -- | -- | ---- |  | ---------- |  | --- | --- | --- | --- | ---- |
| 1    | Espagne    | 15  | 5 | 5 | 0 | 0 | 18 | 2  | +16  |  | Espagne    |  | 3-0 | 3-0 | 2-1 | 3-1 | 7-0  |
| 2    | France     | 12  | 5 | 4 | 0 | 1 | 26 | 9  | +17  |  | France     |  |     | 4-2 | 4-3 | 8-0 | 10-1 |
| 3    | Allemagne  | 9   | 5 | 3 | 0 | 2 | 20 | 8  | +12  |  | Allemagne  |  |     |     | 3-1 | 9-0 | 6-0  |
| 4    | Portugal   | 6   | 5 | 2 | 0 | 3 | 23 | 11 | +12  |  | Portugal   |  |     |     |     | 5-1 | 13-1 |
| 5    | Suisse     | 3   | 5 | 1 | 0 | 4 | 6  | 27 | -21  |  | Suisse     |  |     |     |     |     | 4-2  |
| 6    | Angleterre | 0   | 5 | 0 | 0 | 5 | 4  | 40 | -36  |  | Angleterre |  |     |     |     |     |      |

## Meilleures buteuses
| #  | Joueur                | Sélection  | Buts |
| -- | --------------------- | ---------- | ---- |
| 1  | Maren Wiechard        | Allemagne  | 14   |
| 2  | Claudia Rego          | Portugal   | 7    |
| 3  | Natasha Lee           | Espagne    | 6    |
| -  | Sandra Drouet         | France     | 6    |
| -  | Adeline Leborgne      | France     | 6    |
| -  | Tatiana Malard        | France     | 6    |
| -  | Neuza Pebre           | Portugal   | 6    |
| 8  | Cristina Barcelo      | Espagne    | 5    |
| -  | Vania Ribeiro         | Portugal   | 5    |
| 10 | Beth Cook             | Angleterre | 4    |
| 11 | Anna Casarramona      | Espagne    | 3    |
| -  | Vanessa Daribo        | France     | 3    |
| -  | Malvina Fort          | France     | 3    |
| 14 | Lea Reinert           | Allemagne  | 2    |
| -  | Anne Marie Sesterhenn | Allemagne  | 2    |
| -  | Bruna Honorio         | Portugal   | 2    |
| -  | Gisela Honorio        | Portugal   | 2    |
| -  | Esther Gilgen         | Suisse     | 2    |
| -  | Tanja Kammermann      | Suisse     | 2    |